# Nepenthes pitopangii
Nepenthes pitopangii este o specie de plante carnivore din genul Nepenthes, familia Nepenthaceae, ordinul Caryophyllales, descrisă de Chi. C. Lee, S. Mcpherson, Bourke și M. Mansur. Conform Catalogue of Life specia Nepenthes pitopangii nu are subspecii cunoscute.

## Galerie de imagini

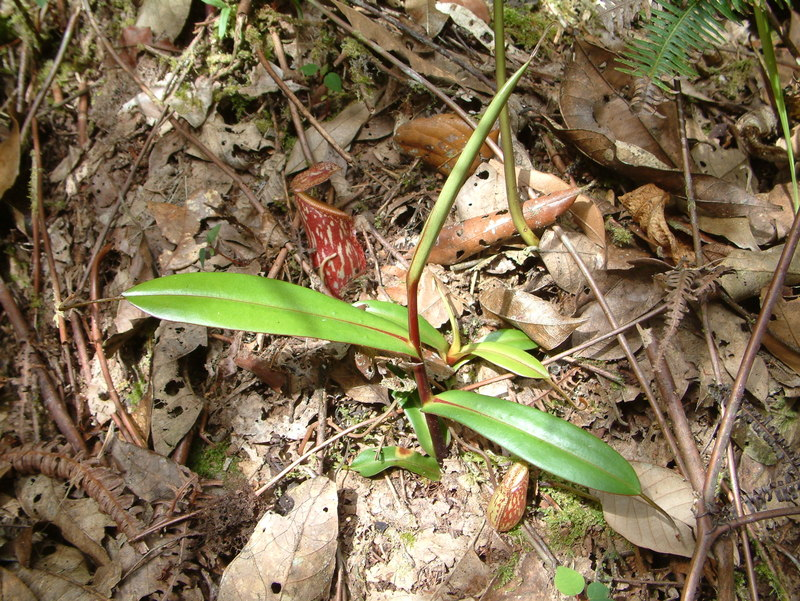
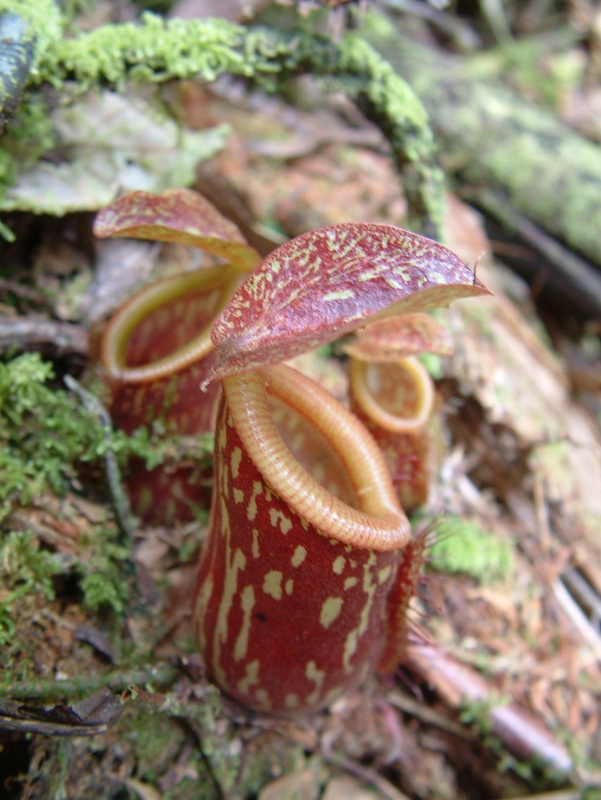
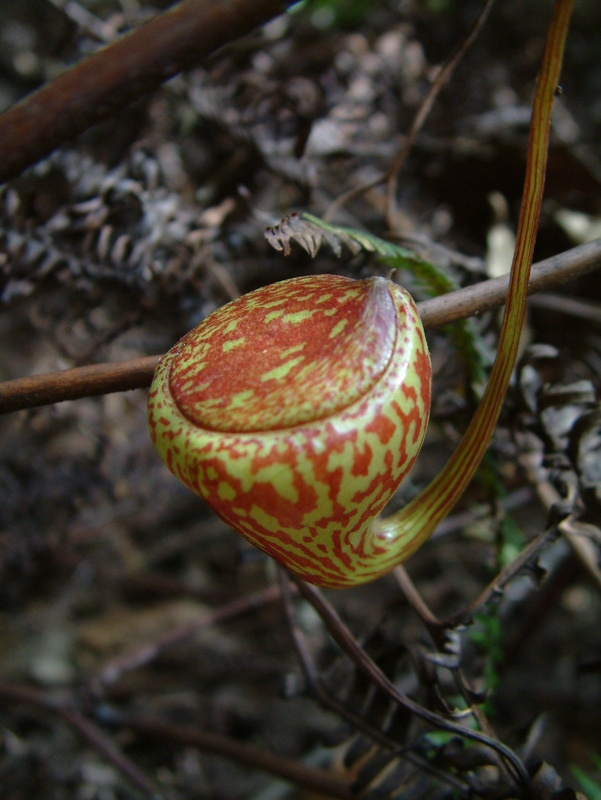
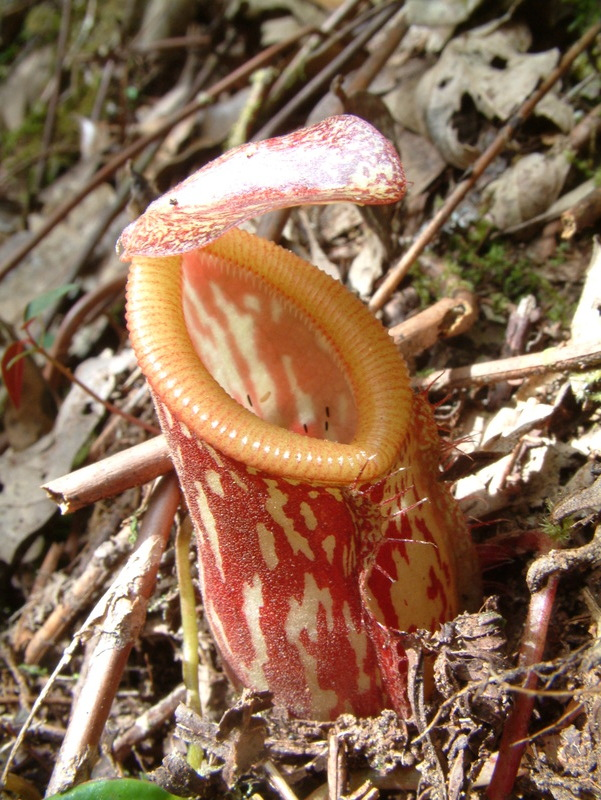
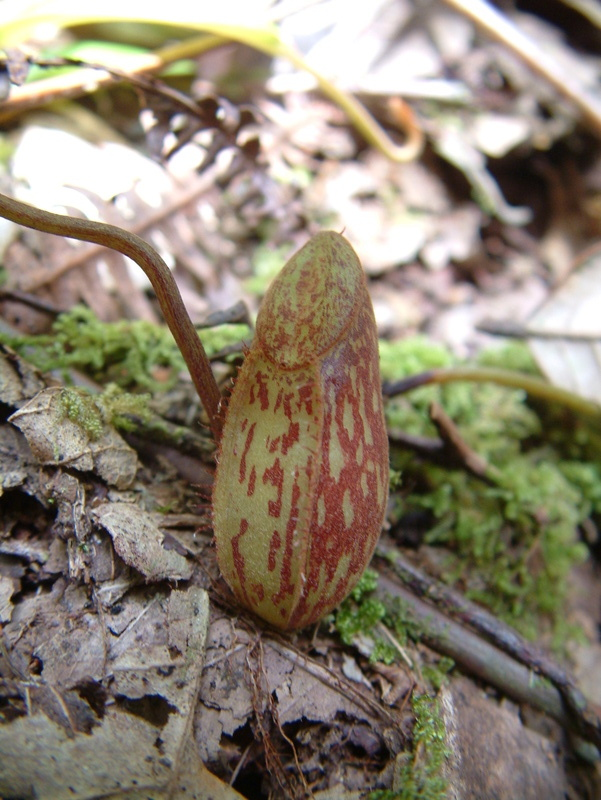
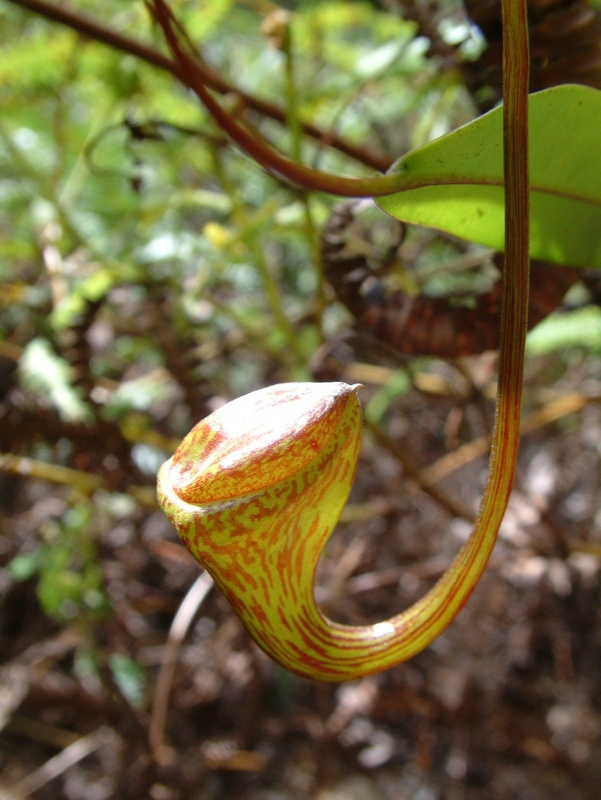